# Ville-Haute
La Ville-Haute (en luxembourgeois : Uewerstad , en allemand : Oberstadt) est l'un des 24 quartiers de Luxembourg-ville.
En 2025, elle comptait 3 449 habitants, dont 69,6% de non-luxembourgeois. Il s'agit du centre historique de la ville, celui concerné par la protection UNESCO au titre du patrimoine mondial.
Le quartier est constitué de lieux, bâtiments et monuments prestigieux, tels que la place Guillaume II, la place d'Armes, la cathédrale Notre-Dame de Luxembourg et le palais grand-ducal.
Le quartier dispose de deux ascenseurs publics : l'ascenseur du Grund et l'ascenseur panoramique Pfaffenthal - Ville-Haute.

## Situation géographique

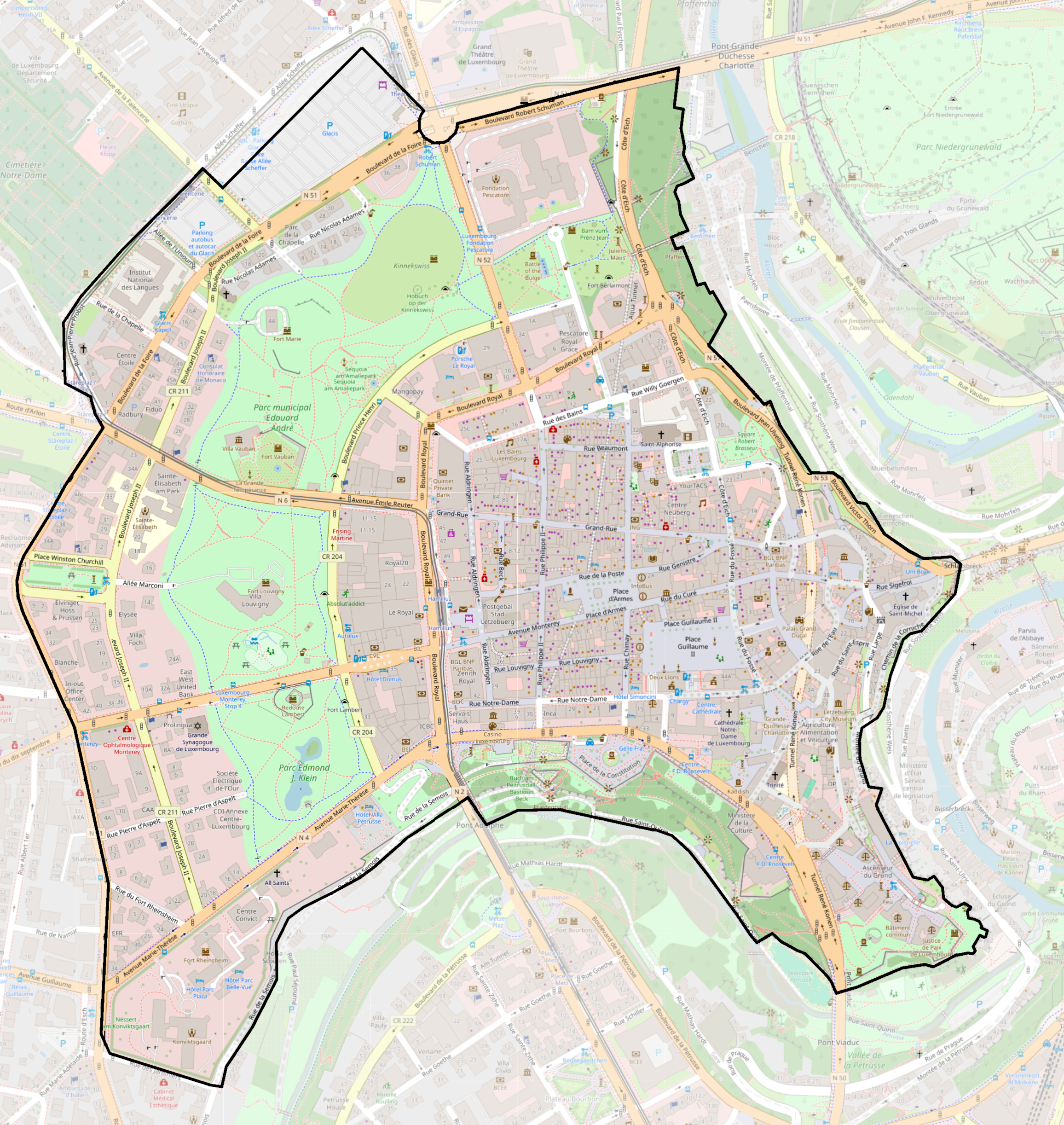
Carte détaillée de la Ville-Haute

Le quartier de la Ville-Haute a une surface de 105,90 ha et est situé au plein centre de la capitale. Il confine au nord à Limpertsberg, à l’est au Pfaffenthal et au Grund, au sud au quartier Gare et Hollerich, et à l’ouest à Belair et Rollingergrund / Belair-Nord. Ses limites correspondent largement à celles de la forteresse de Luxembourg, démantelée en grande partie à la suite du traité de Londres de 1867.

## Historique
En l’an 963 le compte Sigefroid a acquis le promontoire rocheux qui est appelé Bock depuis le Moyen Âge et va s’y établir.
Un petit fort, « Lucilinburhuc » s’y trouvait déjà, qui est à l’origine du nom Luxembourg. Rapidement une petite agglomération s’est établie à l’ouest du rocher du Bock, qui a reçu le droit de cité de la comtesse Ermesinde en 1244. Lorsque le compte Jean l’Aveugle part à Prague pour y devenir roi, le château est délaissé. Au XIVe siècle, la première enceinte incluant également le Grund a été construite. Des conflits et affrontements armées entre les grandes puissances ont mené à des extensions successives de la forteresse.

## Galerie d'images

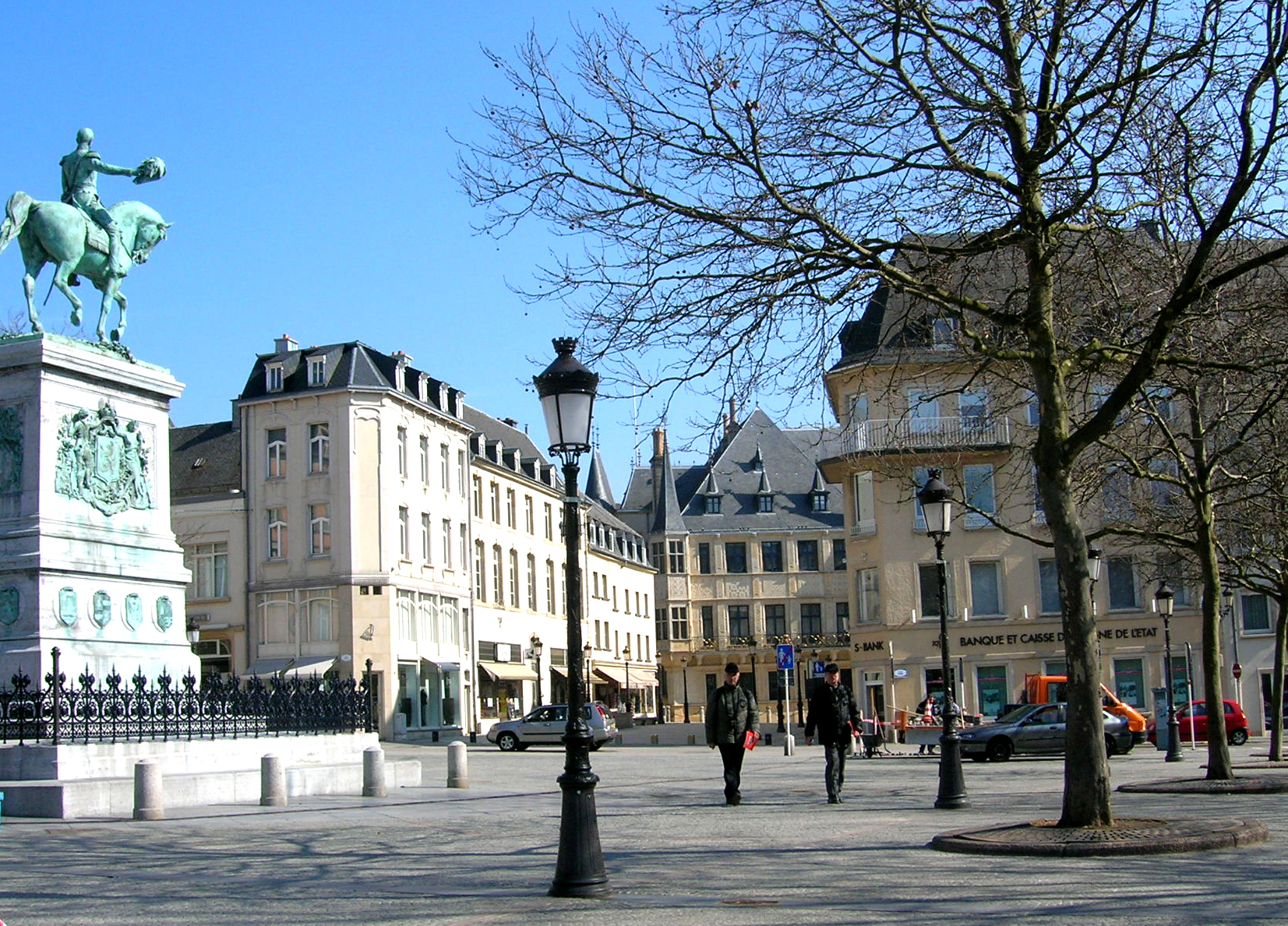
La place Guillaume II
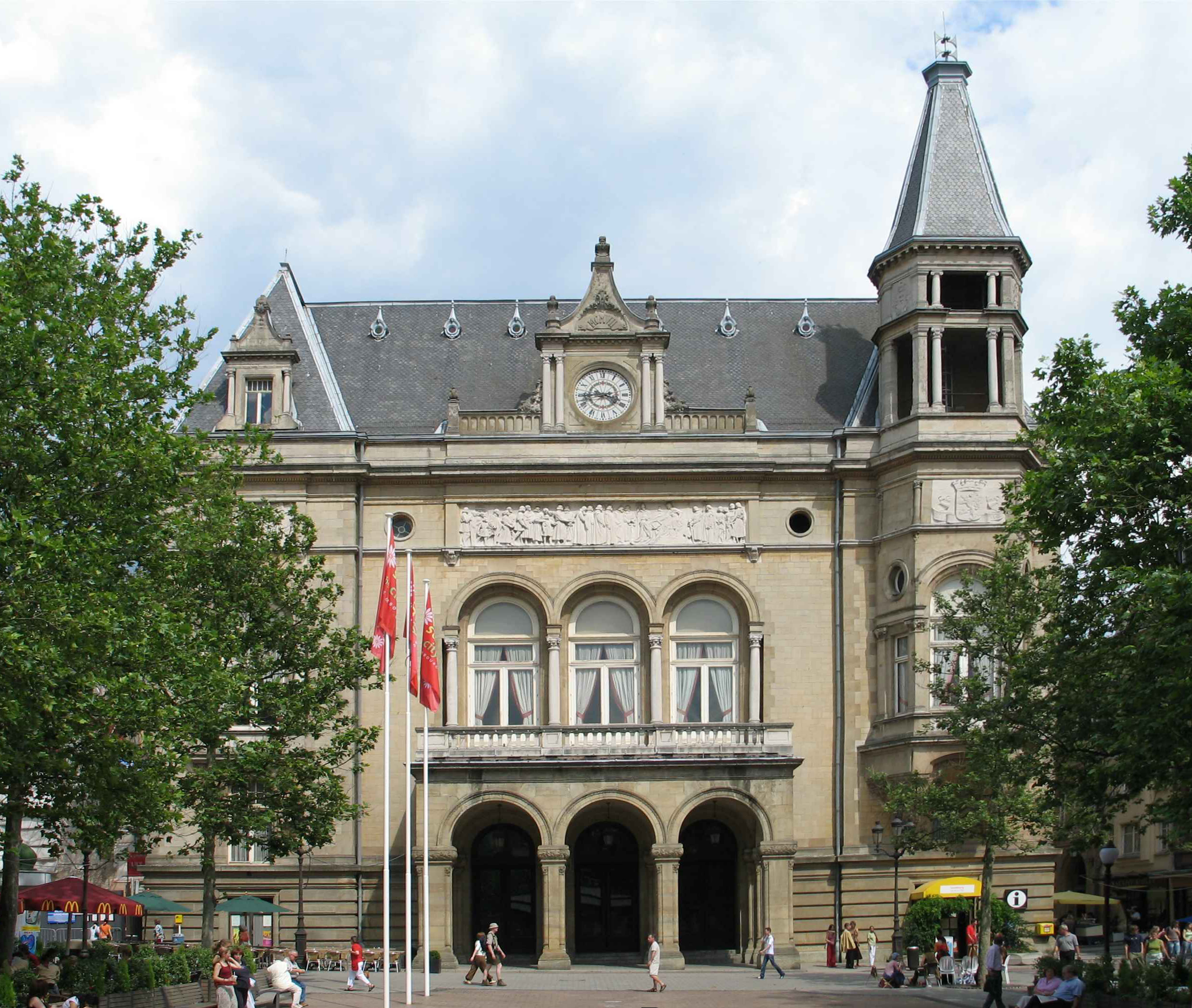
Le Cercle Cité sur la place d'Armes
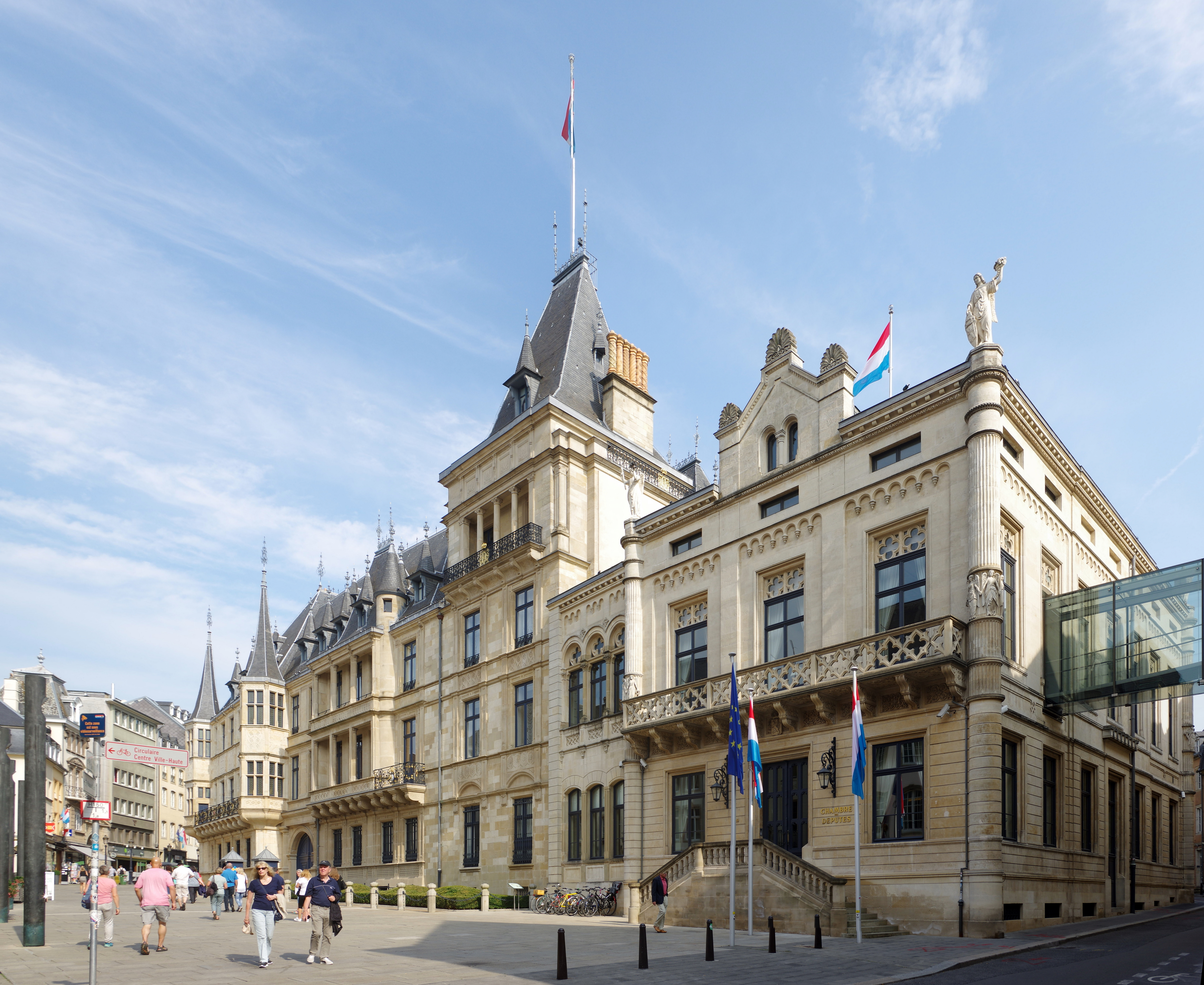
Le Palais grand-ducal et la Chambre des Députés
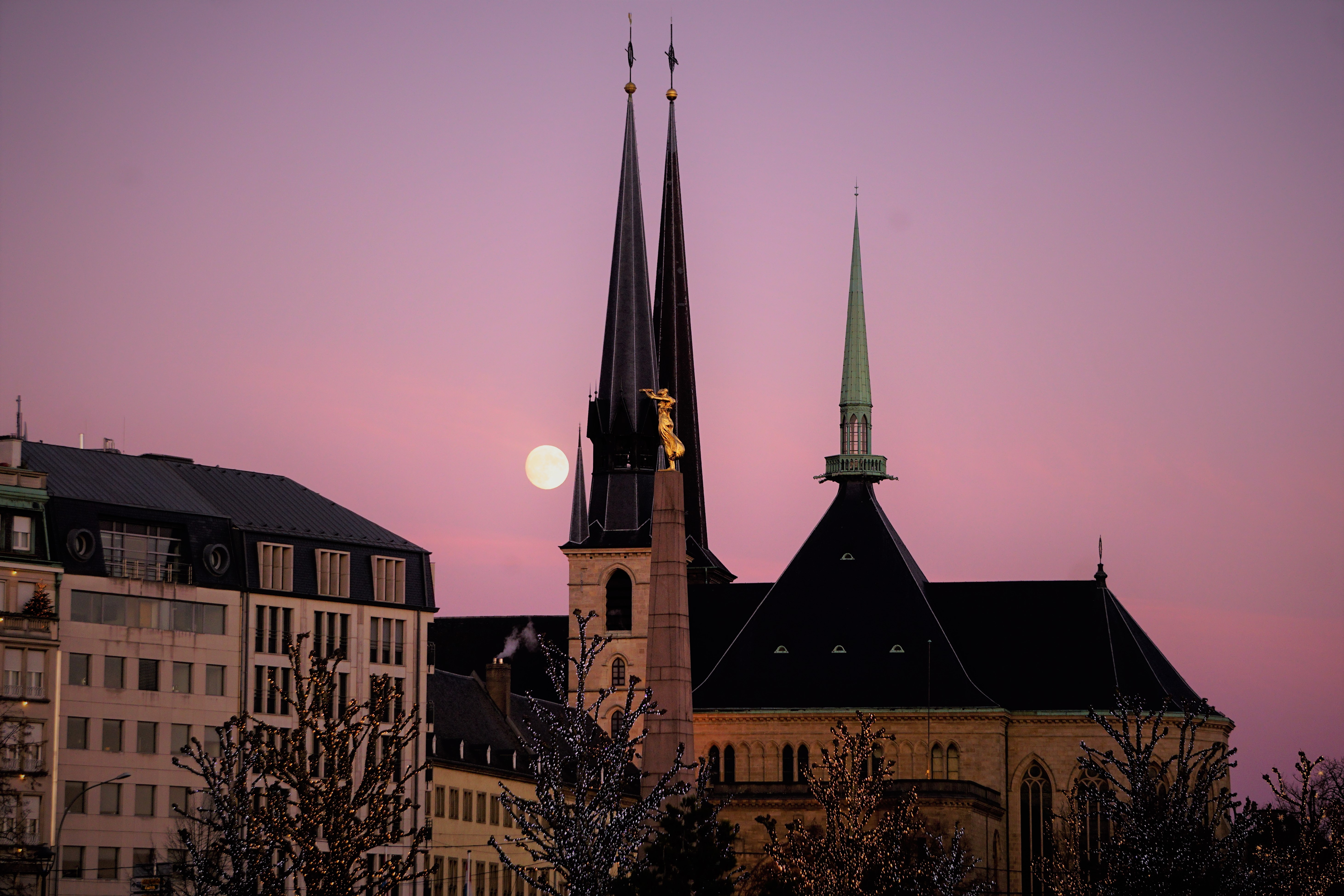
La cathédrale Notre-Dame et la Gëlle Fra
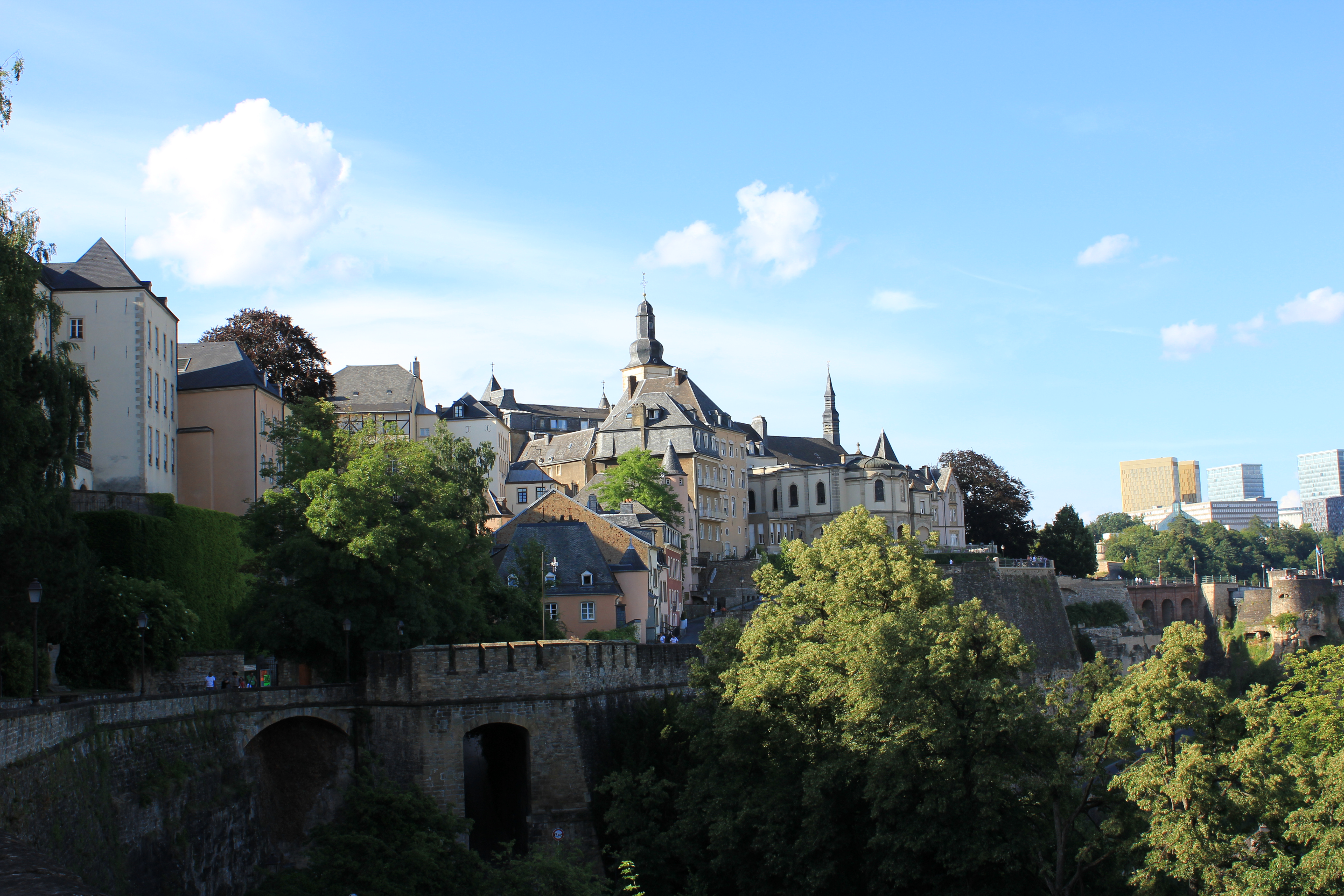
Le chemin de la Corniche
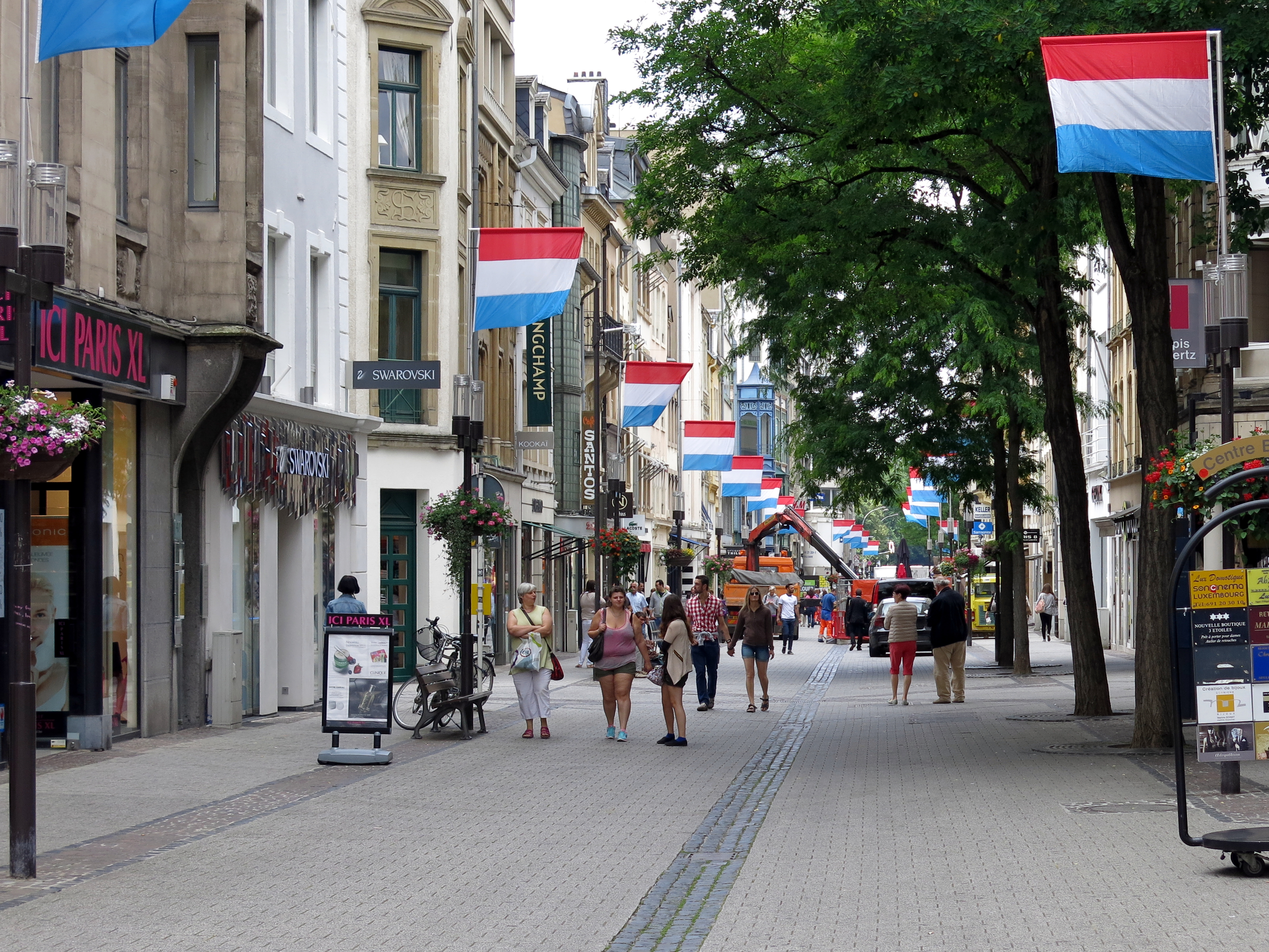
La Grand-Rue
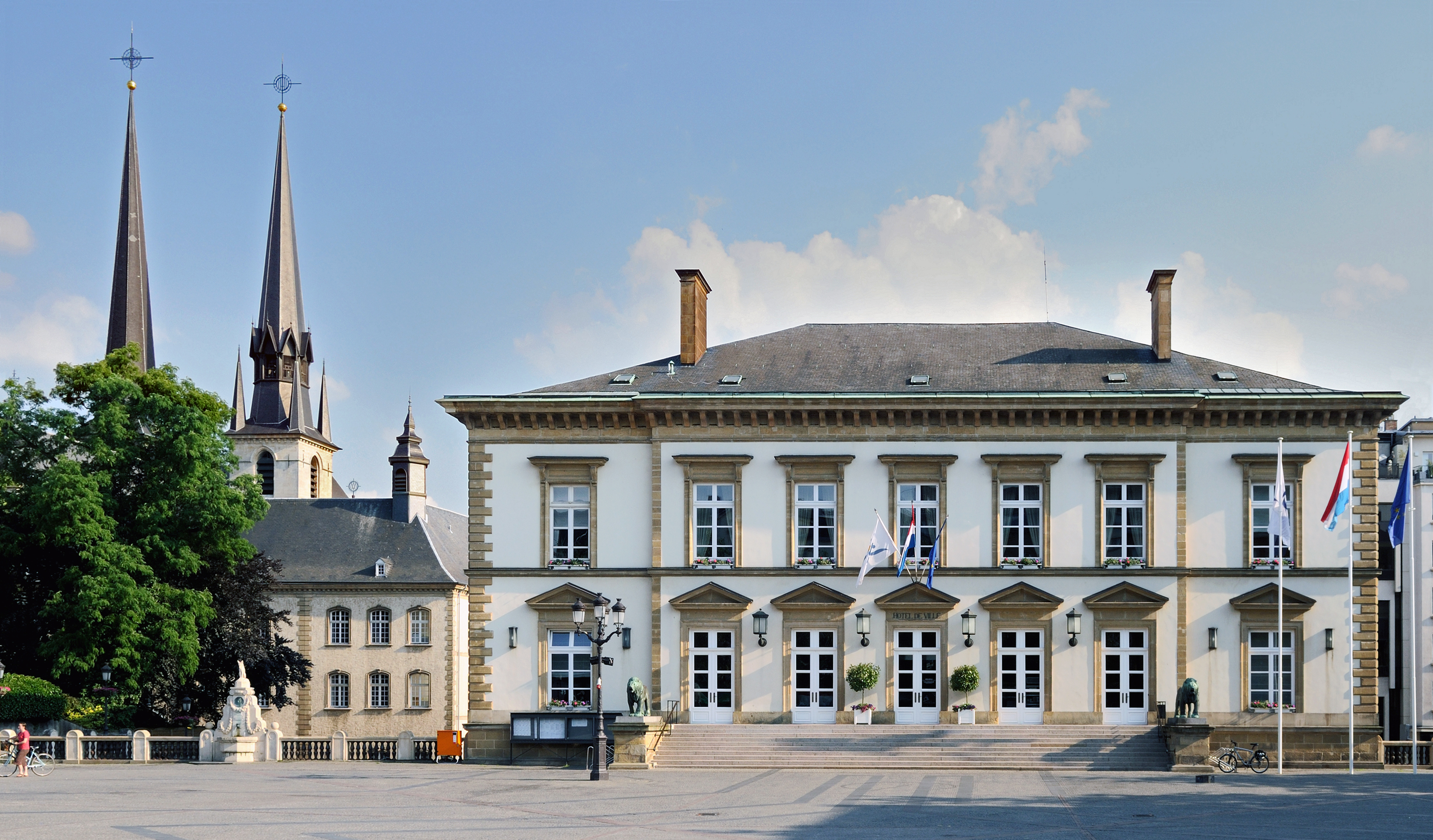
L'hôtel de ville
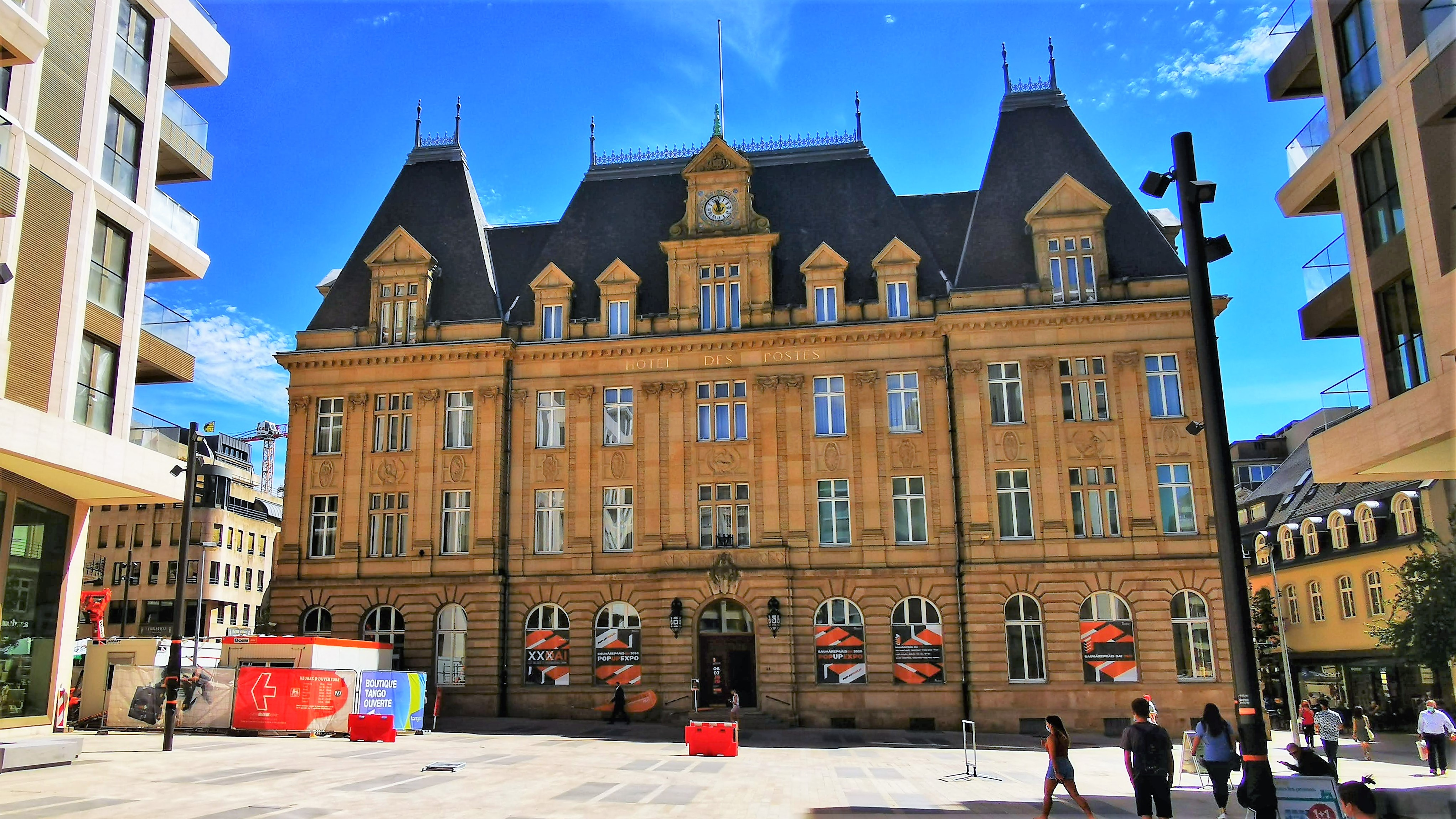
L'hôtel des Postes
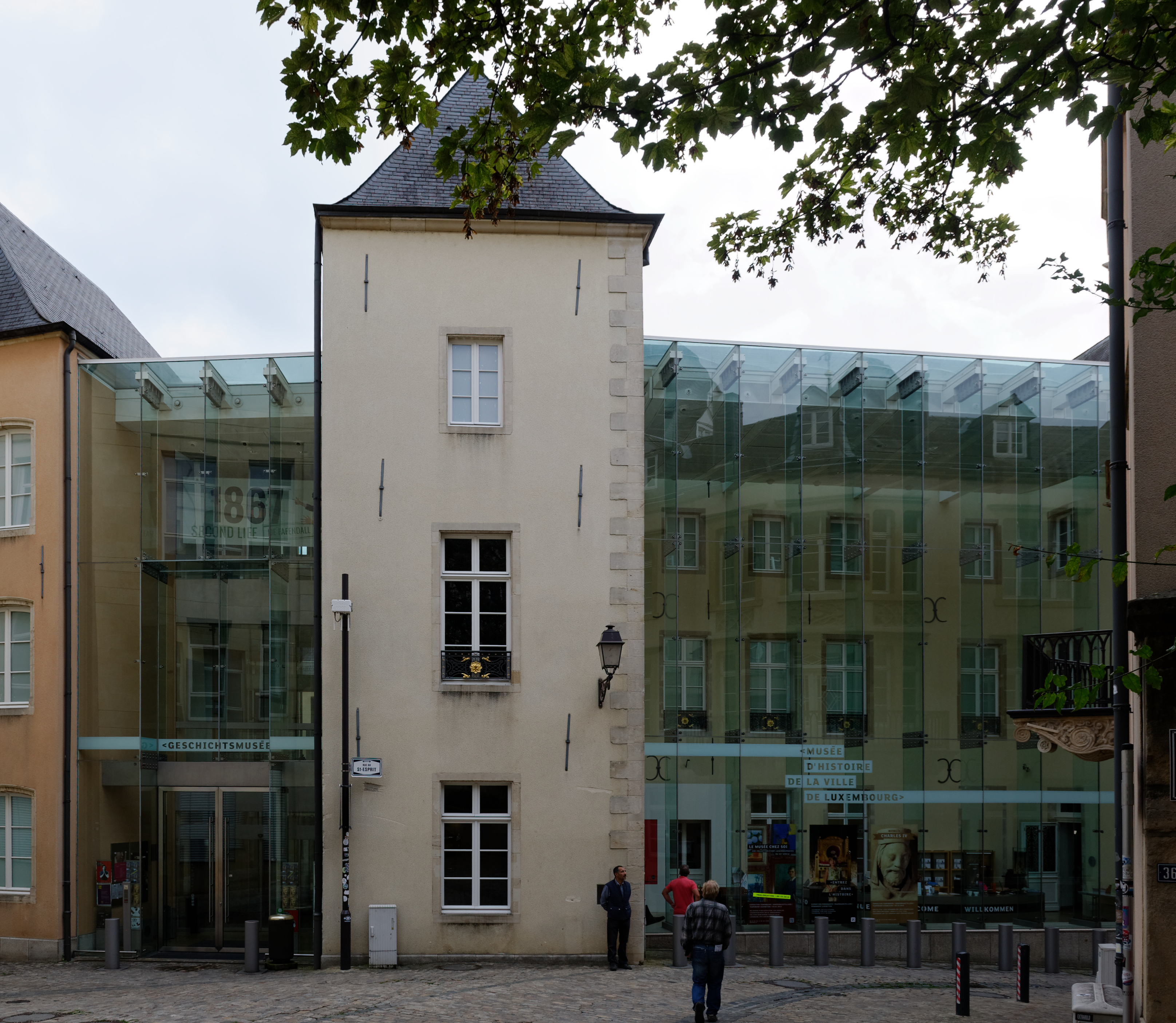
Le musée d'histoire de la Ville
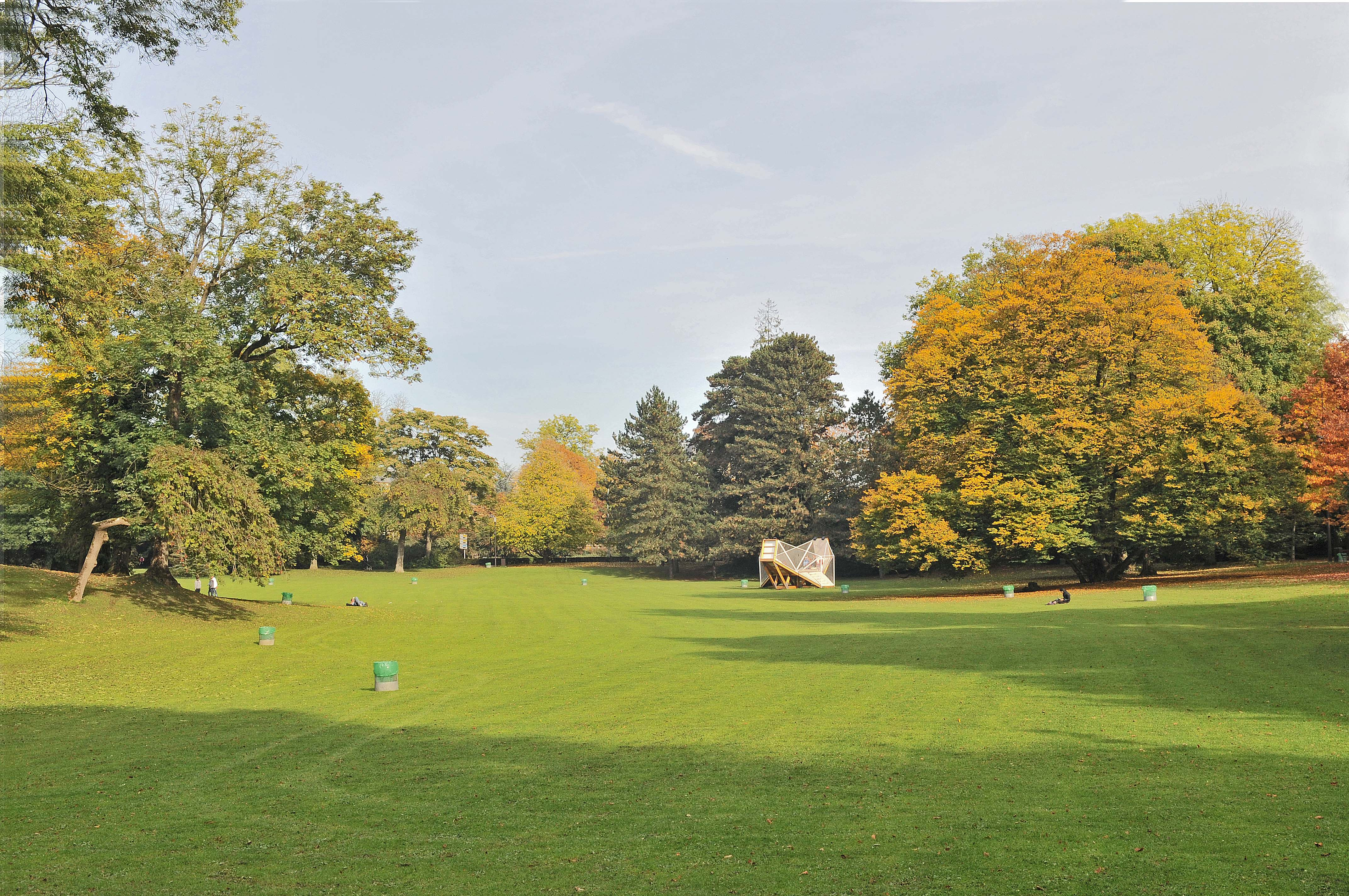
Le parc municipal